# 学校法人聖ドミニコ学園
学校法人聖ドミニコ学園（がっこうほうじんせいドミニコがくえん、英語: St. Dominic's Institute）は、日本の学校法人。東京都世田谷区岡本で幼稚園・小学校および中高一貫校を運営している。設立母体はカトリック教会の聖ドミニコ女子修道会。

## 概要
- 小学校までは男女共学、中学高校は女子校。
- キリスト教（カトリック）教育を行っている。
- 幼稚園から高等学校までが同じ敷地内にあり、少人数制。
- フランス語を小学校から学習できる都内でも稀少な学校。
- 内部進学には学力考査はなく、書類と面接で決定される。
- 聖ドミニコ女子修道会の本部は宮城県仙台市にあり、本学園の敷地には「東京修道院」が置かれている[1]。
- 仙台市で本学園と同様に幼・小・中・高を運営する学校法人聖ドミニコ学院は同じ設立母体の別法人[1]。

## 設置校
- 聖ドミニコ学園幼稚園
- 聖ドミニコ学園小学校
- 聖ドミニコ学園中学高等学校

## 沿革
- 1931年 ドミニコ女子修道会の5人の修道女が来日。仙台に修道院を創立。
- 1950年 東京都目黒区駒場に修道院を設立。
- 1954年 学校法人聖ドミニコ学園が設置認可。駒場に小学校を開校。
- 1958年 聖イメルダ幼稚園の経営をカトリック池尻教会から継承。
- 1962年4月 駒場に中学校・高等学校を開校。聖イメルダ幼稚園を聖ドミニコ学園幼稚園に改称。
- 1962年9月 東京都世田谷区岡本の現在地に全学園・修道院を移転。
- 1997年 聖堂・カタリナ棟が竣工。
- 2000年 現校舎が竣工。
- 2004年 創立50周年記念式典を挙行。
- 2007年 中高の制服を改定。
- 2019年 中高にコース制（インターナショナルコース及びアカデミックコース）を導入。

## 主な出身者
- 藤村美樹 - 元キャンディーズメンバー。娘もドミニコ出身である。
- 岡田美里 - タレント・女優。
- 都々城あい - 元宝塚歌劇団星組娘役。貴城けいの姉。
- 貴城けい - 女優、元宝塚歌劇団宙組男役トップスター
- 石井聖子 - 歌手
- 湯本香樹実 -日本の脚本家・小説家。
- 小泉凡 - 民俗学者。島根県立大学短期大学部教授。小泉八雲の曾孫。（小学校まで）
- 佐々原史緒 - ライトノベル作家。

## 交通
- 東急田園都市線用賀駅下車 徒歩20分
- 東急田園都市線・東急大井町線二子玉川駅、小田急小田原線成城学園前駅から路線バス利用
  - 東急バス 玉31系統（二子玉川駅～成城学園前駅）「岡本もみじが丘」停留所下車 徒歩3分

## 周辺環境
- 谷戸川
- 無名塾
- 岡本公園
- 静嘉堂文庫
- 旧小坂家住宅